# Club Deportivo Vicálvaro
El Club Deportivo Vicálvaro es un club de fútbol de España de la ciudad de Madrid fundado en 1928.

## Historia
Conocido popularmente como "el Vical", el CD. Vicálvaro es uno de los equipos decanos de la federación madrileña de fútbol. 
A lo largo de sus casi 100 años de historia, ha participado de forma ininterrumpida en las distintas competiciones regionales, oscilando entre la división preferente y la Tercera División (Actual 2ª RFEF) 
Entre los hechos más destacables de la historia de este club de barrio está el haber disputado la Copa del Rey en la temporada 1991/1992, donde se enfrentó al U.E. Figueres, equipo de Segunda División que entrenaba Jorge D'Alessandro y que contaba en sus filas con gente como Toni Jiménez, que unos meses después conseguiría el oro olímpico en Barcelona 92, y que posteriormente desarrollaría su carrera en Atlético de Madrid y Espanyol, entre otros.
Su mejor clasificación en la liga española fue en la temporada 1990/1991 donde consiguió un 8.º puesto en la Tercera División de España, en el grupo de la Comunidad de Madrid, donde ha militado 12 temporadas a lo largo de su historia. 
En la preferente madrileña ha llegado a ser el equipo campeón del torneo en la temporada 2010/2011.

## Temporada a temporada
| Temporada | División   | Posición |
| --------- | ---------- | -------- |
| 1928–86   | Regional   | —        |
| 1986/87   | Preferente | 4.º      |
| 1987/88   | 3.ª        | 13.º     |
| 1988/89   | 3.ª        | 12.º     |
| 1989/90   | 3.ª        | 15.º     |
| 1990/91   | 3.ª        | 8.º      |
| 1991/92   | 3.ª        | 15.º     |
| 1992/93   | 3.ª        | 14.º     |
| 1993/94   | 3.ª        | 18.º     |
| 1994/95   | 3.ª        | 19.º     |
| 1995/96   | Preferente | -        |
| 1996/97   | 3.ª        | 22.º     |
| 1997/98   | Preferente | 7.º      |
| 1998/99   | Preferente | 4.º      |

| Temporada | División      | Posición |
| --------- | ------------- | -------- |
| 1999/00   | Preferente    | 5.º      |
| 2000/01   | Preferente    | 5.º      |
| 2001/02   | Preferente    | 8.º      |
| 2002/03   | Preferente    | 16.º     |
| 2003/04   | 1.ª Aficiona. | 1.º      |
| 2004/05   | Preferente    | 12.º     |
| 2005/06   | Preferente    | 9.º      |
| 2006/07   | Preferente    | 6.º      |
| 2007/08   | Preferente    | 13.º     |
| 2008/09   | Preferente    | 9.º      |
| 2009/10   | Preferente    | 10.º     |
| 2010/11   | Preferente    | 1.º      |
| 2011/12   | 3.ª           | 19.º     |
| 2012/13   | Preferente    | 1.º      |

| Temporada | División   | Posición |
| --------- | ---------- | -------- |
| 2013/14   | 3.ª        | 21.º     |
| 2014/15   | Preferente | 13.º     |
| 2015/16   | Preferente | 11.º     |
| 2016/17   | Preferente | 4.º      |
| 2017/18   | Preferente | 3.º      |
| 2018/19   | 3.ª        | 18.º     |
| 2019/20   | Preferente | 5.º      |
| 2020/21   | Preferente |          |
| 2021/22   | Preferente | 9º       |
| 2022/23   | Preferente | 8º       |
| 2023/24   | En Juego   | -        |

## Presidentes
Fundador:            D. Maximino 
- Cazalla (Fca. Ladrillos de Valeriano)
- Patricio de Juan

1945-49            Sr. Zubiaga
     -                     D. Francisco Manzano
     -                     D. Vicente Martínez
1951-62             D. Natalio Pulpón
     -                     D. Eugenio Baquedano
     -                     D. Francisco Manzano
     -                     D. Julio Manzano
     -                     D. Eugenio González
2012-2023        D. Manuel Tirado
2023                  D. José Manuel Pereira

## Uniforme
- Uniforme titular: Camiseta azul, pantalón blanco, medias blancas.
- Uniforme de visitante: Camiseta negra, pantalón blanco, medias blancas.
- Tercer uniforme: Camiseta roja, pantalón rojo, medias rojas.

## Estadio
El Estadio de Vicálvaro (40°24′03″N 3°36′32″O / 40.4007054, -3.6088812) es un campo de fútbol estrenado por el Club Deportivo Vicálvaro en la temporada 2007/2008 que se encuentra en la Avenida Aurora Boreal, s/n, del distrito de Vicálvaro. Posee una grada con capacidad para unos 2000 espectadores, cabina de prensa, 6 vestuarios, oficina y césped artificial de última generación. 
En la actualidad está gestionado por la Real Federación de Fútbol de Madrid. 

## Cuerpo técnico

### Cronología de los entrenadores
- Andrés Gómez Escobar (2003 / 2005)
- Santiago Heras Leza (2005 / 2006)
- José Manuel Pereira Rodríguez (2006 / 2007)
- Lorenzo Benito Pozo (2007 / 2008)
- José Pombo Chantal (2008 / 2009)
- José María Rodríguez González "May" (2009 / 2015)
- Francisco Gallardo Mármol  (2015 / 2021)
- Javi Chupe  (2021 / Actual).

## Escuela de fútbol

### Fútbol base
Actualmente la sección del fútbol base cuenta con más de 300 chavales repartidos por los diferentes equipos, desde Iniciación hasta Juveniles.

### Sección femenina de fútbol
En el año 2023 se crea un equipo femenino por parte del CD. Vicálvaro, habilitándose las categorías de alevín, infantil y senior en su primer año. 